# Paulus Moreelse
Paulus Moreelse (1571 – 6 tháng 3 năm 1638) là một họa sĩ Hà Lan, chủ yếu vẽ chân dung.
Moreelse sinh ra và suốt đời sinh sống ở Utrecht. Ông là một học trò họa sĩ vẽ chân dung Delft Michiel Jansz. van Mierevelt, người là học trò của Anthonie van Blocklandt. Ông đã đến Ý học tập, nơi ông được giao nhiệm vụ vẽ nhiều chân dung. Trở lại ở Utrecht, năm 1596 ông trở thành một thành viên của zadelaarsgilde (Hội Saddler), lúc đó gồm cả các họa sĩ. Năm 1611, cùng với Abraham Bloemaert, ông là một trong những sáng lập viên của một các họa sĩ mới ", gọi là" Thánh Lucas-Gilde ", và trở thành deken đầu tiên của hội.
Moreelse là một họa sĩ chân dung nổi tiếng người nhận được các nhiệm vụ vẽ  từ khắp Cộng hòa Hà Lan. Các tác phẩm đầu tiên của ông từ năm 1606. Khác với những bức chân dung, ông cũng vẽ một vài bức tranh lịch sử theo kiểu Mannerist và trong thập niên 1620 vẽ cảnh những người chăn nuôi và người chăn cừu. Ông thuộc cùng thế hệ với những người như Abraham Bloemaert và Joachim Wtewael, và như Wtewael ông đóng một vai trò quan trọng trong đời sống công cộng của thành phố của họ. Phiên bản của Diana và Callisto của ông đã được khắc bởi Jan Saenredam. Năm 1618, khi những người theo đường lối chống quở trách lên nắm quyền ở Utrecht, ông bị khai trừ khỏi hội đồng (raadslid).
Moreelse cũng hoạt động như một kiến trúc sư, xây dựng Catharijnepoort của Utrecht (1626, phá hủy khoảng năm 1850) và có thể cũng là Vleeshuis (vẫn còn tồn tại) trên Voorstraat từ 1637. Ông dạy tại tekenacademie của Utrecht, và trong số nhiều học trò của ông là Dirck van Baburen. Còn về cái chết của ông, ông được chôn trong Buurkerk ở Utrecht.

## Tác phẩm

Paulus Moreelse
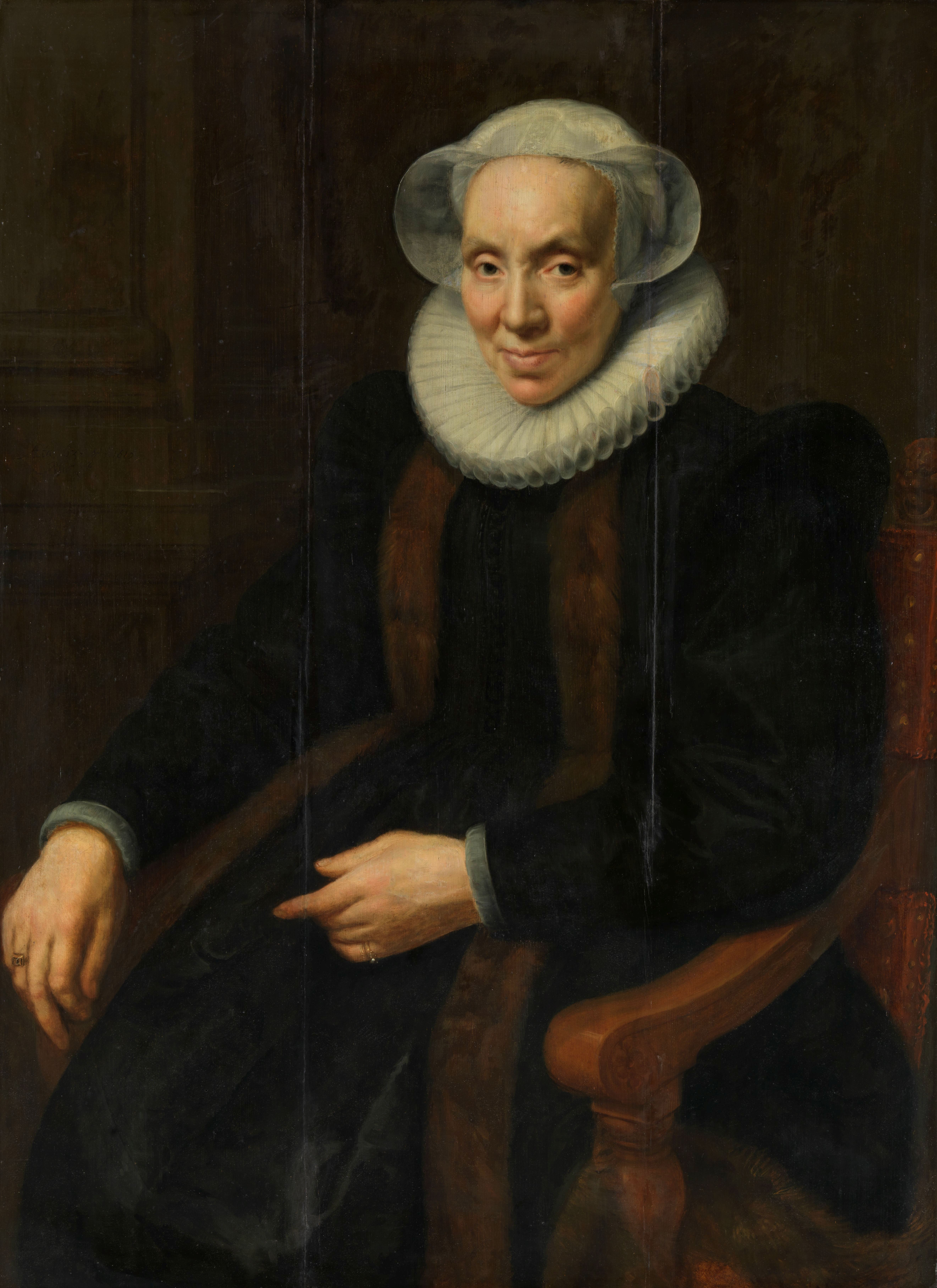
Portrait of Maria van Utrecht, 1615, 109 x 80,5 cm (Rijksmuseum, Amsterdam).
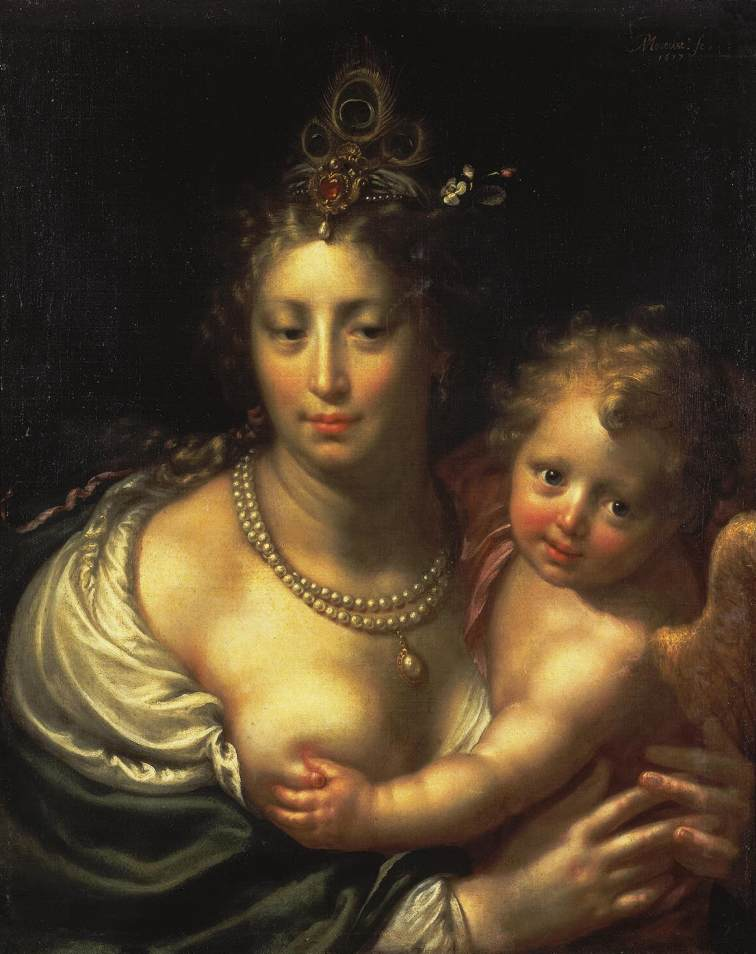
Venus and Cupid, 1617
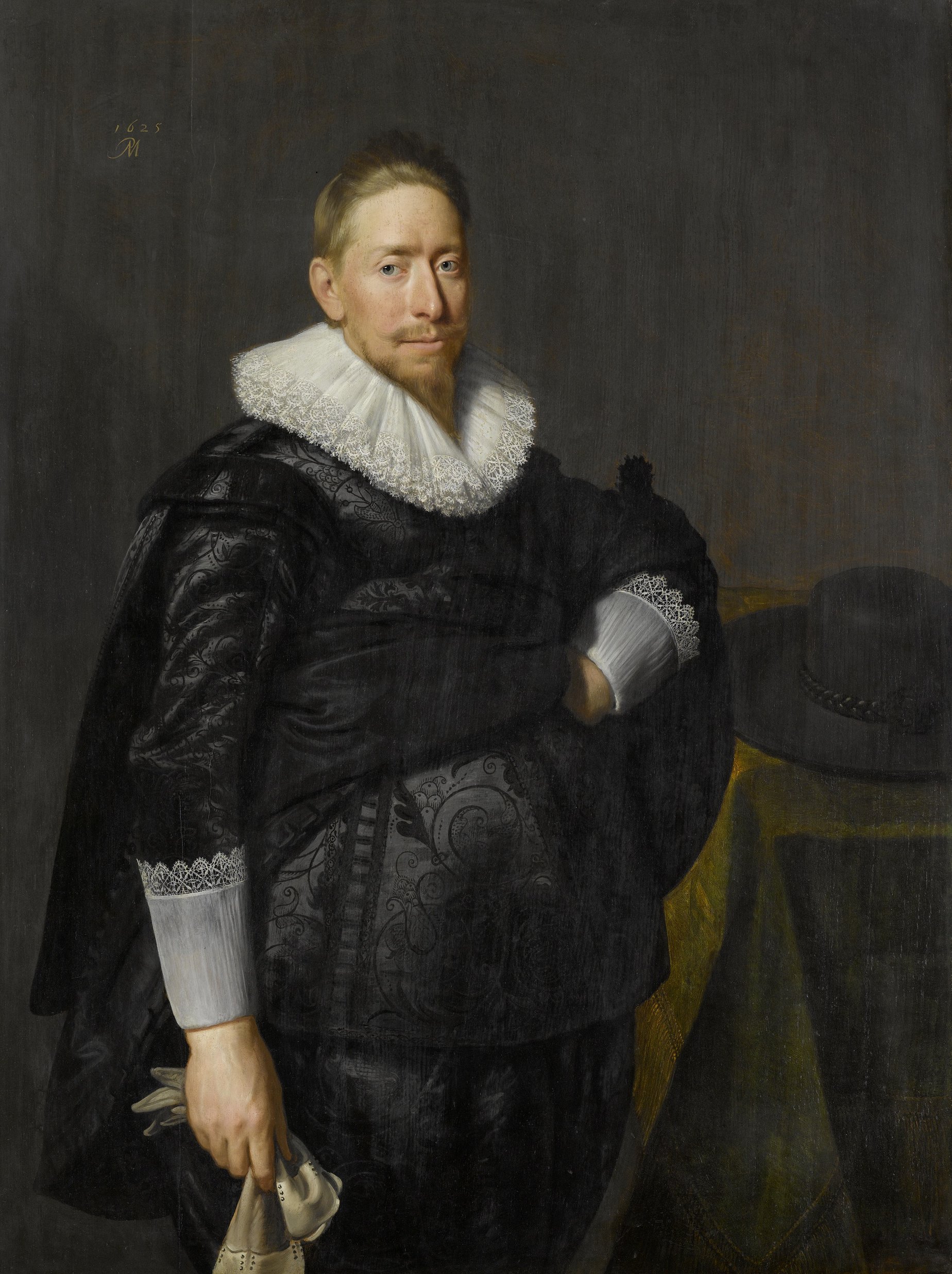
Portrait of a man, 1625
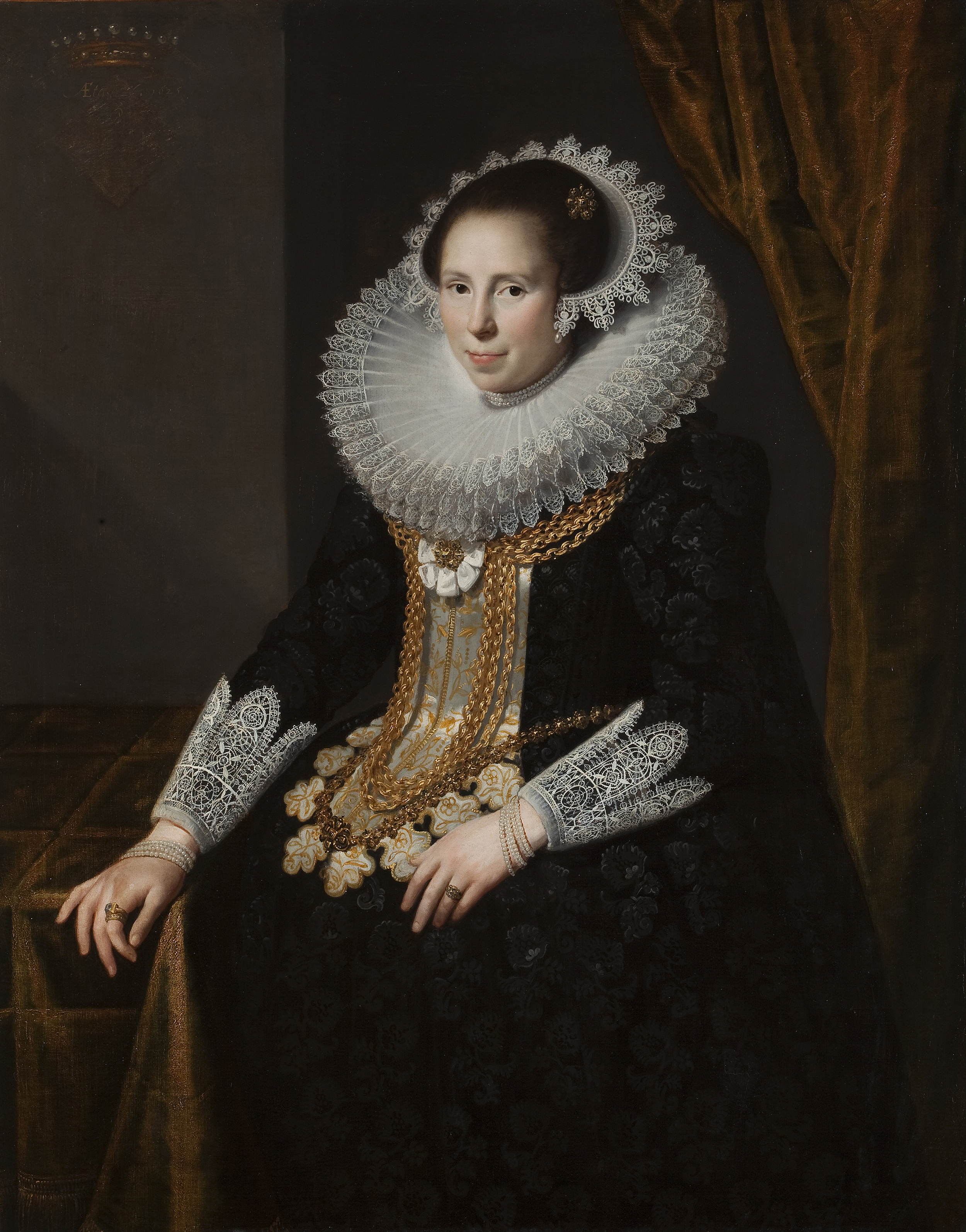
Johanna Martens, 1625
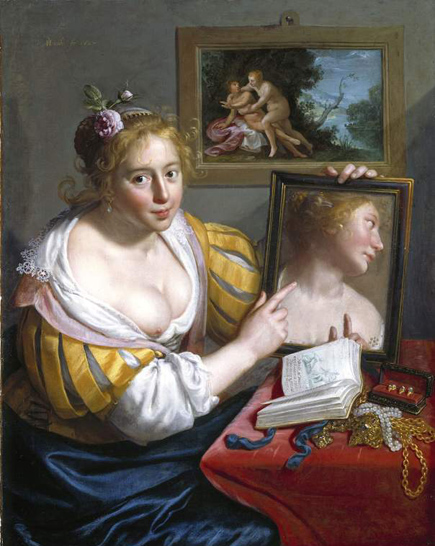
L'amour profane, par Paulus Moreelse, 1627
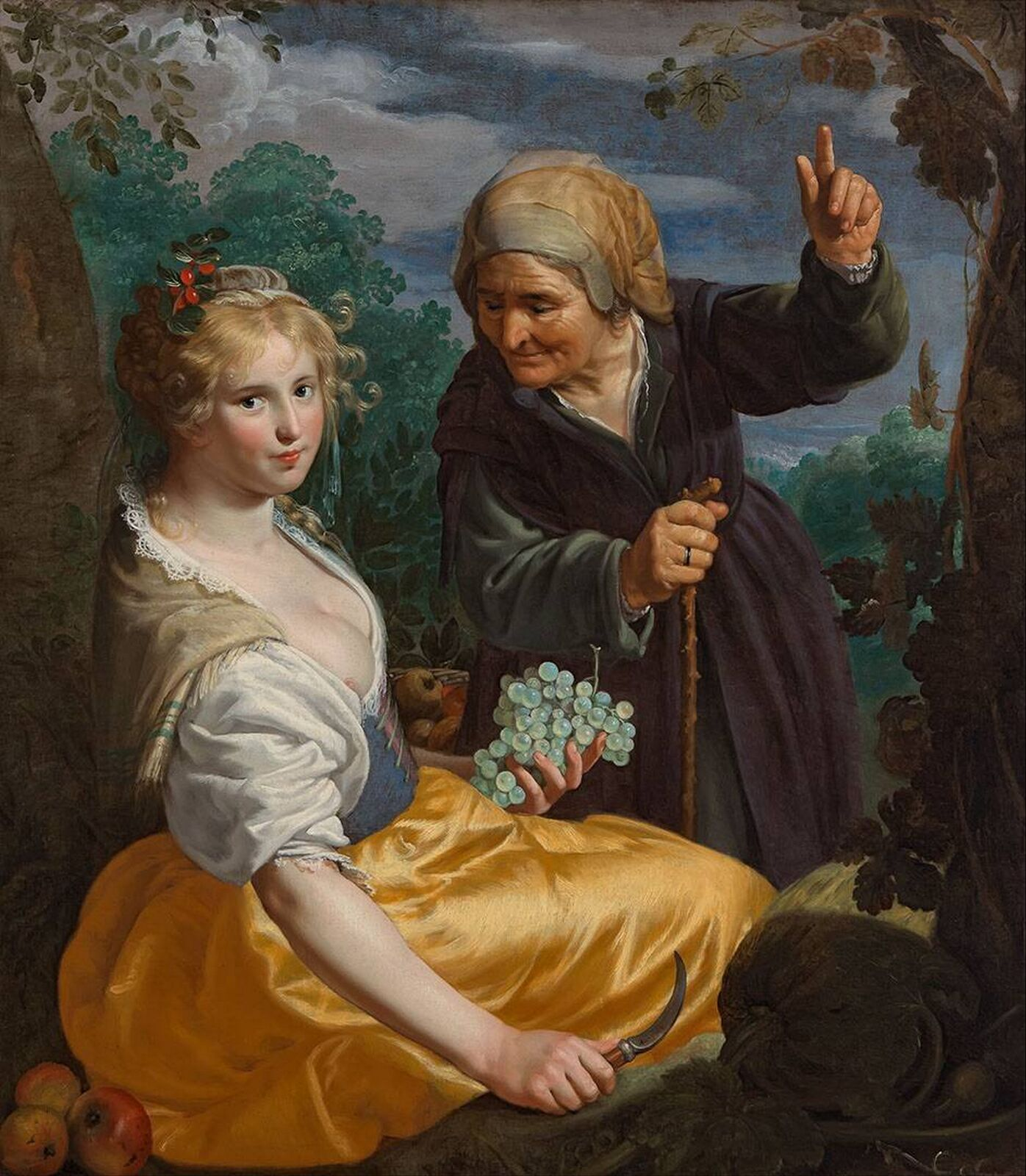
Vertumnus và Pomona,  Paulus Moreelse, 1630
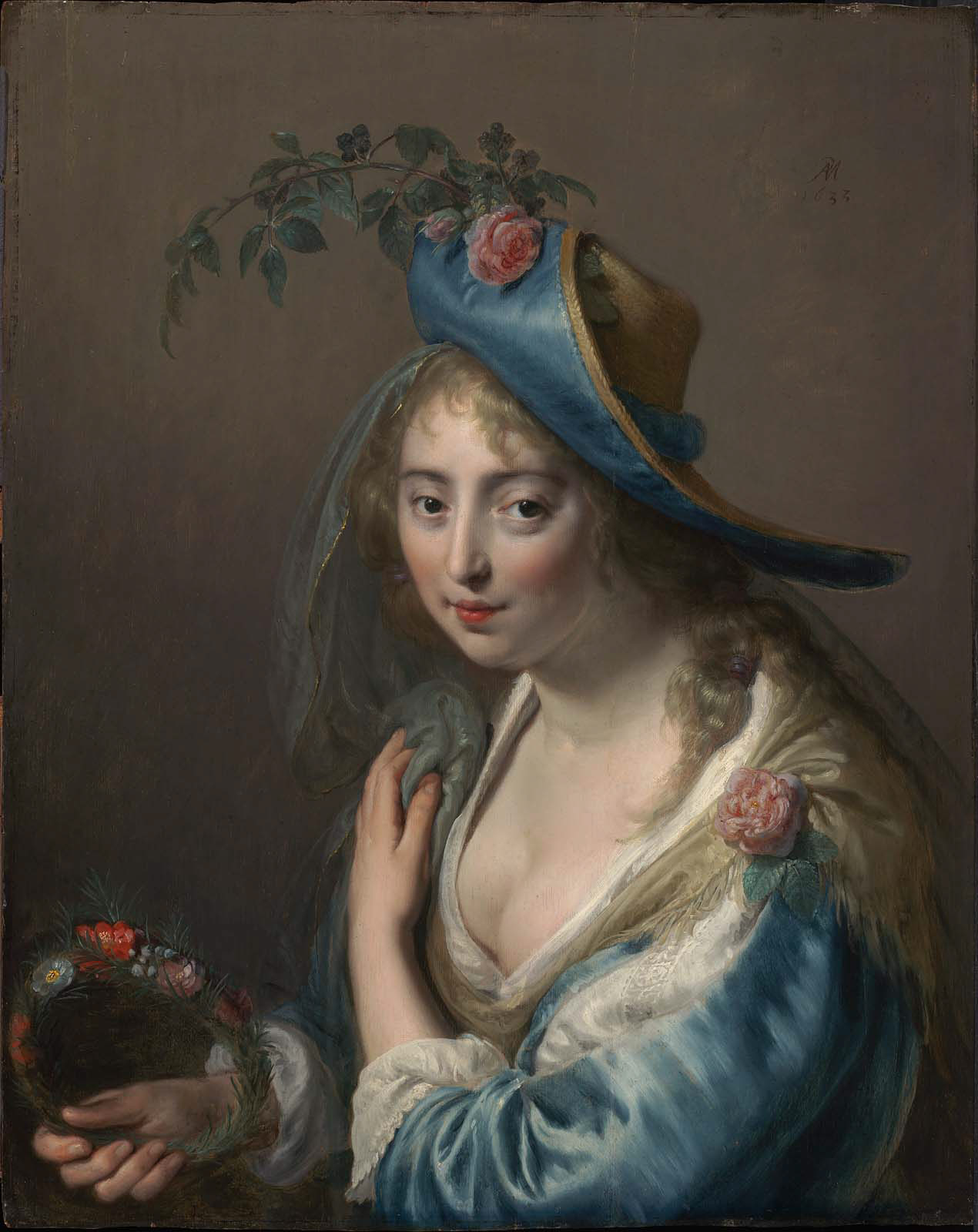
Mythological portrait, 1633, 74,3 x 59,4 cm
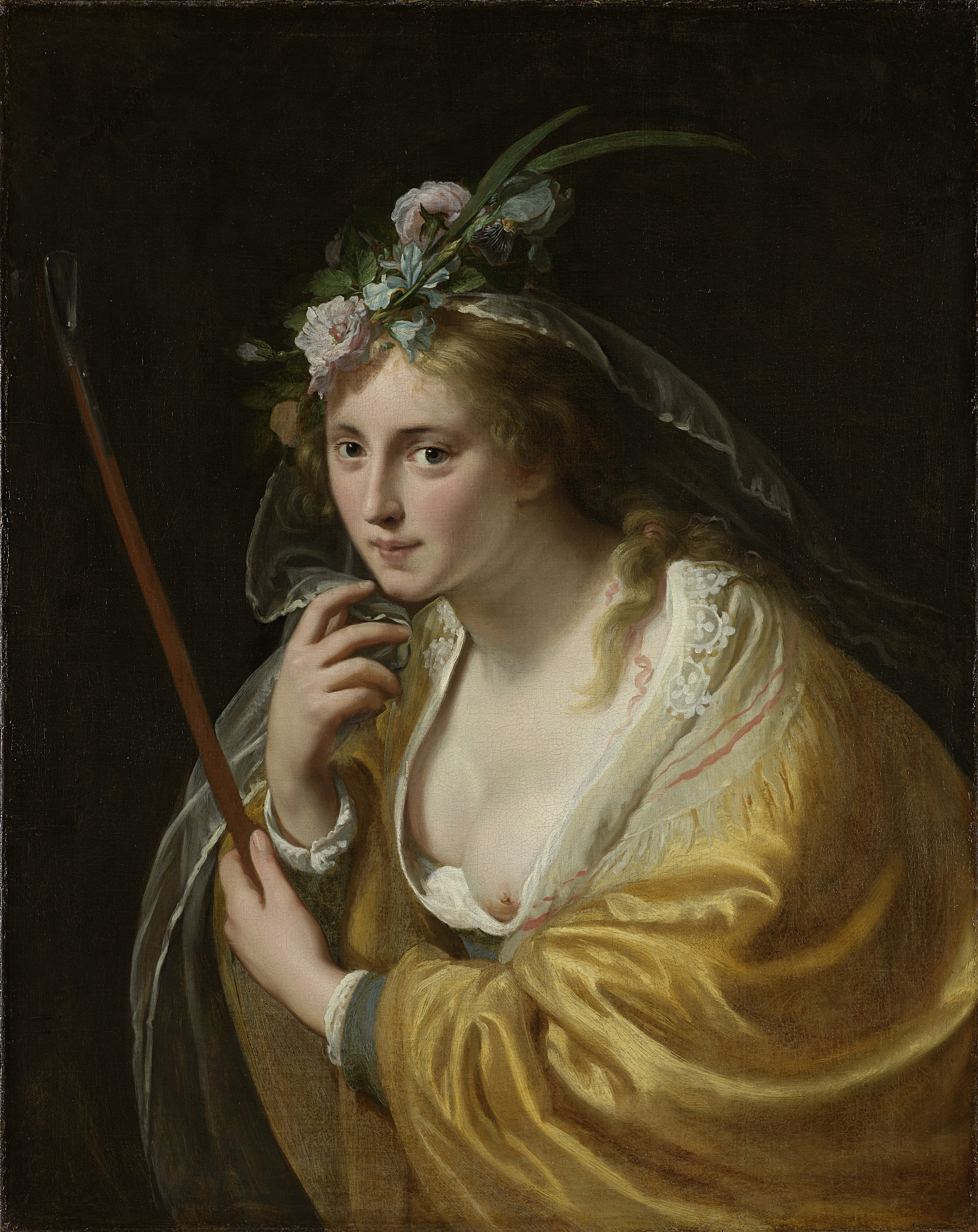
Een herderin, 1630